# Elsie Janis
Elsie Janis (ur. 16 marca 1889 w Columbus, zm. 26 lutego 1956) – amerykańska scenarzystka, aktorka i piosenkarka.

## Filmografia
scenarzystka
- 1915: Betty in Search of a Thrill
- 1930: Madam Satan

aktorka
- 1915: Betty in Search of a Thrill jako Betty
- 1940: Women in War jako Matron O'Neil, dawniej pani Starr

## Wyróżnienia
Posiada swoją gwiazdę na Hollywoodzkiej Alei Gwiazd.